# Masato Ishiwa
Masato Ishiwa (japanisch 石輪 聖人 Ishiwa Masato; * 25. Mai 1996 in Yonago) ist ein ehemaliger japanischer Fußballspieler.

## Karriere
Ishiwa erlernte das Fußballspielen in der Jugendmannschaft von Gainare Tottori. Seinen ersten Vertrag unterschrieb er 2014 bei Gainare Tottori. Der Verein spielte in der dritthöchsten Liga des Landes, der J3 League. Für den Verein absolvierte er 10 Ligaspiele. Ende 2015 beendete er seine Karriere als Fußballspieler.